# Danh sách tập phim Digimon Adventure:
Digimon Adventure: là phim hoạt hình Nhật Bản sản xuất bởi Toei Animation. Phim được phát sóng trên Fuji Television từ ngày 5 tháng 4 năm 2020 đến ngày 26 tháng 9 năm 2021. Phim của đạo diễn Mitsuka Masato và sản xuất bởi Sakurada Hiroyuki. Nội dung phim kể về chuyến phiêu lưu của bảy đứa trẻ được chọn đến Thế giới Kĩ thuật số và chống lại các quái thú gây hại thế giới.
Bài hát mở đầu là Mikakunin Hikōsen do Tanimoto Takayoshi trình bày, các bài hát kết thúc lần lượt là Kuyashi-sa wa tane do Fujikawa Chiai trình bày từ tập 1 đến 13, Q? do Reol trình bày từ tập 14 đến 26, Mind game của Maica_n từ tập 27 đến 38, Overseas Highway của Wolpis Carter từ tập 39 đến 54 và Dreamers của ATEEZ từ tập 55 đến hết tập 67. Các bài hát được lồng trong anime là Be the Winner, X-treme Fight và Break the chain của Tanimoto Takayoshi.
Tuy nhiên, trước tình trạng khẩn cấp tại Nhật Bản do ảnh hưởng của đại dịch COVID-19, Digimon Adventure: bị tạm dừng phát sóng từ ngày 26 tháng 4 năm 2020 sau khi phát sóng được 3 tập. Anime được phát sóng trở lại từ tập đầu tiên vào ngày 7 tháng 6 năm 2020.

## Tổng quan
| Mùa | Mùa | Số tập | Số tập | Phát sóng gốc      | Phát sóng gốc       |
| Mùa | Mùa | Số tập | Số tập | Phát sóng lần đầu  | Phát sóng lần cuối  |
| --- | --- | ------ | ------ | ------------------ | ------------------- |
|     | 8   | 67     | 67     | 5 tháng 4 năm 2020 | 26 tháng 9 năm 2021 |

## Danh sách tập
| STT tập phim | Tên tập phim                                                                                      | Ngày phát sóng gốc   |
| --- | ------------------------------------------------------------------------------------------------- | -------------------- |
| |                                                                                                   |                      |
| 1 | "Tokyo: Biến động Kỹ thuật số!" "Tōkyō Dejitaru kuraishisu" (東京 デジタルクライシス)             | 5 tháng 4 năm 2020   |
| Taichi và Kōshirō cùng chuẩn bị buổi cắm trại cuối tuần đã nghe đến sự cố gây ảnh hưởng đến hệ thống mạng ở Tokyo. Taichi chạy đến nhà ga Musashi-Kosugi ở gần nhà để giúp mẹ và em gái Hikari đang bị mắc kẹt trong tàu điện mất phanh trên dường đến Shibuya. Đến nơi, Taichi nghe được âm thanh kỳ lạ khiến cậu bị cuốn vào thế giới mạng, gặp Koromon đang bị thương, cậu nhận được Digivice của mình sau khi tiếp xúc với Koromon rồi nó tién hóa lên Agumon. Kōshirō cũng nhận được một cái tương tự và kịp bắt liên lạc với Taichi đễ hỗ trợ cậu và Agumon đánh bại bại các Argomon đang khống chế hệ thống mạng tàu điện ngầm. Argomon còn sót lại tiến hóa mạnh hơn nên Agumon phải tiến hóa lên để tiêu diệt nó trước khi xảy ra va chạm giữa các tàu điện. Tuy nhiên Kōshirō phát hiện một vụ tấn công mạng nhắm vào hệ thống mạng của quân đội Mỹ làm cả thế giới bị de dọa. Còn Yamato đang cưỡi Garrurumon đang đứng trên một tòa tháp lớn. |                                                                                                   |                      |
| 2 | "War game" "Wōgēmu" (ウォー・ガーム)                                                              | 12 tháng 4 năm 2020  |
| Yamato cưỡi Garurumon phóng qua Taichi và Greymon tiêu diệt Algomon còn lại rồi bỏ đi. Taichi và Greymon đuổi theo để đề nghị Yamato phối hợp cùng cậu và Kōshirō ngăn chặn cuộc tấn công mạng nhắm vào hệ thống của quân đội Mỹ. Hậu quả của vụ tấn công khiến cho tàu ngầm phóng tên lửa mang đầu đạn hạt nhân được kích hoạt và di chuyển ở ngoài khơi Đại Tây Dương. Theo chỉ dẫn của Kōshirō, Taichi và Yamato nhảy vào đường truyền dẫn vào hệ thống mạng của tàu ngầm, nơi các Algomon đang tấn công, cả hai buộc phải tiêu diệt chúng trong thời gian chưa đầy hai phút. Dù tất cả Algomon bị tiêu diệt nhưng con cầm đầu vẫn tiến hóa mạnh hơn khiến cho cả Greymon và Garurumon không thể đánh lẻ được. Taichi và Yamato phải phối hợp với nhau, cho Greymon và Garurumon đánh lạc hướng Algomon rồi tấn công giáp lá cà để tiêu diệt nó. Algomon dùng toàn bộ năng lượng của mình vừa tiến hóa vừa rút gắn thời gian đếm ngược và tên lửa phóng thẳng đến Tokyo rồi tấn công nhóm Taichi, Greymon và Garurumon vừa kịp hợp thể và chống đỡ đòn tấn công của Algomon. Trong khi đó, Hikari và Takeru đều bắt lấy lông vũ từ trên trời, cả hai huy chương Ánh sáng và Hy vọng được kích hoạt. |                                                                                                   |                      |
| 3 | "Và rồi, đến với Thế giới Kỹ thuật số" "Soshite Dejitaru Wārudo e" (そしてデジタルワールドへ)     | 19 tháng 4 năm 2020  |
| Omegamon đánh bại Algomon, tiến vào trung tâm điều khiển chính để tiêu diệt Argomon còn lại, tên lửa chuyển hướng khỏi Tokyo bay ra khỏi Trái Đất và phát nổ ngoài không gian. Omegamon liền phân rã ra và thoái hóa, còn Taichi và Yamato bị văng ra khỏi hệ thống mạng trở về thế giới thực, với Kōshirō ngay lúc đó. Hôm sau, trong buổi cắm trại hè, Taichi và Kōshirō liên tục bàn về sự kết nối và mối ảnh hưởng giữa thế giới thực và thế giới số, Taichi gặp lại bạn cùng lớp, Takenouchi Sora, cũng tham gia buổi cắm trại đó. Đêm hôm đó, Eyesmon nở ra từ trứng Digi gây mất điện cho Tokyo, tình trạng này tiếp diễn sẽ khiến cho hệ thống đô thị Tokyo bị tê liệt hoàn toàn sau 72 giờ như Kōshirō dự đoán. Hôm sau, Taichi tìm đến Kōshirō, dọc đường cậu được đưa trở lại Thế giới kỹ thuật số và gặp lại Agumon. |                                                                                                   |                      |
| 4 | "Bay lên, Birdramon" "Bādoramon Hishō" (バードラモン飛翔)                                         | 28 tháng 6 năm 2020  |
| 5 | "Digimon Thần Thánh" "Seinaru Dejimon" (聖なるデジモン)                                           | 5 tháng 7 năm 2020   |
| 6 | "Vương quốc mục tiêu" "Neawareta Ōkoku" (狙われた王国)                                            | 12 tháng 7 năm 2020  |
| 7 | "Cậu bé đó, Kido Jō" "Sono otoko Kido Jō" (その男、城戸丈)                                        | 19 tháng 7 năm 2020  |
| 8 | "Cuộc đổ bộ của những đứa trẻ" "Kodomotachi no Kōjōsen" (子供たちの攻城戦)                        | 26 tháng 7 năm 2020  |
| 9 | "Thể hoàn hảo - Tấn công" "Kanzentai Shūrai" (完全体•襲来)                                        | 2 tháng 8 năm 2020   |
| 10 | "Siêu tiến hóa sắt thép" "Kōtetsu no Chōshinka" (鋼鉄の超進化)                                    | 9 tháng 8 năm 2020   |
| 11 | "Sói đứng trên sa mạc" "Sabaku ni tatsu Ōtami" (砂漠に立つ狼)                                     | 16 tháng 8 năm 2020  |
| 12 | "Lilimon nở rộ" "Ririmon kaika" (リリモン開花)                                                    | 23 tháng 8 năm 2020  |
| 13 | "Đôi cánh đỏ rực Garudamon" "Guren no Tsubasa Garudamon" (紅蓮の翼ガルダモン)                     | 30 tháng 8 năm 2020  |
| 14 | "Chạm trán Vua côn trùng" "Gekitotsu Konchū no Ōja" (激突 昆虫の王者)                             | 6 tháng 9 năm 2020   |
| 15 | "Búa sấm sét Zudomon" "Zudomon Inazuma no tettsui" (ズドモン稲妻の鉄槌)                           | 13 tháng 9 năm 2020  |
| 16 | "Bóng đêm bao phủ xâm nhập Tokyo" "Tōkyō shinsoku shikkoku no kage" (東京浸食 漆黒の影)           | 20 tháng 9 năm 2020  |
| 17 | "Tokyo quyết chiến Orochimon" "Tōkyō kessen Orochimon" (東京決戦 オロチモン)                      | 20 tháng 9 năm 2020  |
| 18 | "Đếm ngược hủy diệt Tokyo" "Tōkyō shōmetsu kauntodaun" (東京消滅 カウントダウン)                  | 4 tháng 10 năm 2020  |
| 19 | "Gầm lên Thú Vương Quyền" "Hoero Jūōken" (吠えろ獣王拳)                                           | 11 tháng 10 năm 2020 |
| 20 | "Người thứ bảy thức tỉnh" "Shichi nin me no Kakusei" (七人目の覚醒)                               | 18 tháng 10 năm 2020 |
| 21 | "Tôi luyện vũ trang thép đảo ngược" "Gyakuten no Appudēto" (逆転の武装鋼化)                       | 25 tháng 10 năm 2020 |
| 22 | "Nhân mã xanh bất khuất" "Fukutsu no Aoki Sajitariusu" (不屈の蒼き機翼)                           | 1 tháng 11 năm 2020  |
| 23 | "Sứ giả bóng đêm Devimon" "Yami no shisha Debimon" (闇の使者デビモン)                             | 8 tháng 11 năm 2020  |
| 24 | "Chung cuộc, DanDevimon" "Shūkyoku DanDebimon" (終極デンデビモン)                                 | 15 tháng 11 năm 2020 |
| 25 | "Lặn đến biển tiếp theo" "Daibu Tsuginaru umi e" (ダイブ次なる海へ)                               | 22 tháng 11 năm 2020 |
| 26 | "Đột phá vòng vây của thủy quái" "Toppa Kaijūhōimō" (突破 海獣包囲網)                             | 22 tháng 11 năm 2020 |
| 27 | "Đến lục địa mới" "Shin Tairiku e" (新大陸へ)                                                     | 6 tháng 12 năm 2020  |
| 28 | "Sự sống còn của những đứa trẻ" "Kodomotachi no Sabaibaru" (子供たちのサバイバル)                 | 13 tháng 12 năm 2020 |
| 29 | "Thoát khỏi rừng rậm bốc cháy" "Dasshutsu Moeru mitsurin" (脱出 燃える密林)                       | 20 tháng 12 năm 2020 |
| 30 | "Thể cùng cực WarGreymon" "Kyūkyoku-tai Uōgureimon" (究極体 ウォーグレイモン)                     | 27 tháng 12 năm 2020 |
| 31 | "Bóng đêm mới Millenniumon" "Aratanna yami Mireniamon" (新たな闇 ミレニアモン)                    | 10 tháng 1 năm 2021  |
| 32 | "Hy vọng bay cao" "Amakakeru Kibō" (天翔ける希望)                                                 | 17 tháng 1 năm 2021  |
| 33 | "Hikari của bình minh" "Yoake no Hikari" (夜明けのヒカリ)                                         | 24 tháng 1 năm 2021  |
| 34 | "Hikari và Tailmon" "Hikari to Teirumon" (ヒカリとテイルモン)                                     | 31 tháng 1 năm 2021  |
| 35 | "Angewomon lấp lánh" "Kirameku Enjeūmon" (煌くエンジェウーモン)                                   | 7 tháng 2 năm 2021   |
| 36 | "Chiến lược bắn hạ vệ tinh" "Eisei sogeki sakusen" (衛生狙撃作戦)                                 | 14 tháng 2 năm 2021  |
| 37 | "Trận chiến của Mimi" "Mimichan Wōzu" (ミミちゃんウオーズ)                                        | 21 tháng 2 năm 2021  |
| 38 | "Cháy lên tình bạn xanh" "Moeru Aoi Yūjō" (燃える青い友情)                                        | 28 tháng 2 năm 2021  |
| 39 | "Jagamon địa ngục khoai tây" "Jagamon Poteto jigoku" (ジャガモン ポテト地獄)                      | 7 tháng 3 năm 2021   |
| 40 | "Quyết định! Cú sút tuyệt kỹ" "Kimero! Hissatsu shūto" (決めろ！ 必殺シュート)                    | 21 tháng 3 năm 2021  |
| 41 | "Công viên Monmon trong sương mù" "Kiri no Monmon Pāku" (霧のもんモンパーク)                      | 28 tháng 3 năm 2021  |
| 42 | "Vua phát minh Garbemon" "Hatsumeiō Gābemon" (発明王ガーベモン)                                   | 4 tháng 4 năm 2021   |
| 43 | "Chạm trán Vua của Digimon" "Gekitotsu Kingu obu Dejimon" (激突キング・オブ・デジモン)            | 11 tháng 4 năm 2021  |
| 44 | "Hikari và khu rừng chuyển động" "Hikari to Ugoku mori" (ヒカリと動く森)                          | 18 tháng 4 năm 2021  |
| 45 | "Metalgarurumon khởi động" "Kidō Metarugarurumon" (起動メタルガルルモン)                          | 25 tháng 4 năm 2021  |
| 46 | "Thánh kiếm của Hy vọng" "Kibō no Tsurugi" (希望の聖剣)                                           | 2 tháng 5 năm 2021   |
| 47 | "Phường giang hồ nơi hoang vắng" "Kōya no Akutōtachi" (荒野の悪党たち)                            | 9 tháng 5 năm 2021   |
| 48 | "Cuộc tấn công của Mugendramon" "Mugendoramon no shūgeki" (ムゲンドラモンの襲撃)                  | 16 tháng 5 năm 2021  |
| 49 | "Tà thần giáng lâm Millenniumon" "Jashinkōrin Mireniamon" (邪神降臨ミレニアモン)                  | 23 tháng 5 năm 2021  |
| 50 | "Chung cuộc, Thánh chiến cùng cực" "Shūkyoku Kyūkyoku no Seisen" (終極 究極の聖戦)                | 30 tháng 5 năm 2021  |
| 51 | "Xác minh bí ẩn trong Huy chương" "Monshō ni Kakusareta nazo" (紋章に確認された謎)                | 6 tháng 6 năm 2021   |
| 52 | "Thiên vũ Hououmon" "Tenbu Hououmon" (天舞 ホウオウモン)                                          | 13 tháng 6 năm 2021  |
| 53 | "Nổi loạn suối nước nóng Geko" "Geko Onsen no ran" (ゲコ温泉の乱)                                 | 20 tháng 6 năm 2021  |
| 54 | "Chiến quỷ lang thang Ribelimon" "Sasurai no senki Riberimon" (さすらいの戦鬼リベリモン)          | 27 tháng 6 năm 2021  |
| 55 | "Trường học Digimon bị nhắm đến" "Nerawareta Dejimon Gakkō" (狙われたデジモン学校)                | 4 tháng 7 năm 2021   |
| 56 | "Kim Lang đêm trăng khuyết" "Mikazuki no kinrou" (三日月の金狼)                                   | 11 tháng 7 năm 2021  |
| 57 | "Tiếp xức từ sự diệt vong" "Hametsu kara no Kontakuto" (破滅からの接触)                           | 18 tháng 7 năm 2021  |
| 58 | "Hikari sự sống mới" "Hikari Aratana inochi" (ヒカリ 新たな命)                                    | 25 tháng 7 năm 2021  |
| 59 | "Điện quang HerakleKabuterimon" "Denkō Herakarekabuterimon" (電光 ヘラカレカブテリモン)           | 1 tháng 8 năm 2021   |
| 60 | "Chinh phục sông băng Vikemon" "Hyōga o Yuku Vaikumon" (氷河を征くヴァイクモン)                   | 8 tháng 8 năm 2021   |
| 61 | "Đến nơi muốn tìm về" "Kaeritai bashō e" (帰りたい場所へ)                                         | 15 tháng 8 năm 2021  |
| 62 | "Nước mắt của Shakkoumon" "Shakkoumon no namida" (シャッコウモンの涙)                             | 22 tháng 8 năm 2021  |
| 63 | "Huy chương Dũng Khí" "Yūki no Monshō" (勇気の紋章)                                               | 29 tháng 8 năm 2021  |
| 64 | "Quyết tâm của các thiên thần" "Tenshitachi no ketsui" (天使たちの決意)                           | 5 tháng 9 năm 2021   |
| 65 | "Sự diệt vong khổng lồ Negamon" "Kyodai na hametsu Negāmon" (巨大な破滅ネガーモン)                | 12 tháng 9 năm 2021  |
| 66 | "Phép màu cuối cùng, sức mạnh cuối cùng" "Saigo no kiseki Saigo no chikara" (最後の奇跡 最後の力) | 19 tháng 9 năm 2021  |
| 67 | "Cuộc phiêu lưu kết thúc" "Bōken no hate" (冒険の果て)                                            | 26 tháng 9 năm 2021  |

## Phát hành
| Volume   | Số tập           | Mã đĩa                              | Ngày phát hành      | Tham khảo            |
| -------- | ---------------- | ----------------------------------- | ------------------- | -------------------- |
| Volume 1 | 12 tập (1 - 12)  | BIXA-9631 (Blu-ray) BIBA-9641 (DVD) | 2 tháng 12 năm 2020 | [ 2 ] [ 3 ] [ 4 ]    |
| Volume 2 | 12 tập (13 - 24) | BIXA-9632 (Blu-ray) BIBA-9642 (DVD) | 3 tháng 3 năm 2021  | [ 5 ] [ 6 ] [ 7 ]    |
| Volume 3 | 12 tập (25 - 36) | BIXA-9633 (Blu-ray) BIBA-9643 (DVD) | 2 tháng 6 năm 2021  | [ 8 ] [ 9 ] [ 10 ]   |
| Volume 4 | 12 tập (37 - 48) | BIXA-9634 (Blu-ray) BIBA-9644 (DVD) | 3 tháng 9 năm 2021  | [ 11 ] [ 12 ] [ 13 ] |
| Volume 5 | 19 tập (49 - 67) | BIXA-9635 (Blu-ray) BIBA-9645 (DVD) | 2 tháng 2 năm 2022  | [ 14 ] [ 15 ] [ 16 ] |